# Cajueiro da Praia
Cajueiro da Praia is een gemeente in de Braziliaanse deelstaat Piauí. De gemeente telt 7.286 inwoners (schatting 2009).